# Ommatius episkeris
Ommatius episkeris là một loài ruồi trong họ Asilidae. Ommatius episkeris được Oldroyd miêu tả năm 1972. Loài này phân bố ở miền Ấn Độ - Mã Lai.